# 2567 Elba
A 2567 Elba (ideiglenes jelöléssel 1979 KA) a Naprendszer kisbolygóövében található aszteroida. Oscar Pizarro és Guido Pizarro fedezte fel 1979. május 19-én.